# Asaro
L'Asaro est une rivière de la province des Hautes Terres occidentales, en Papouasie-Nouvelle-Guinée. L'Asaro est un affluent de la rivière Tua (en). 